# Trémel
Trémel település Franciaországban, Côtes-d’Armor megyében. Lakosainak száma 406 fő (2022. január 1.). Trémel Plestin-les-Grèves, Plounérin, Plufur, Plouégat-Guérand, Plouégat-Moysan és Plouigneau községekkel határos.

## Népesség
A település népessége az elmúlt években az alábbi módon változott:
| Lakosok száma | 508  | 446  | 403  | 397  | 437  | 431  | 411  | 405  | 403  | 406  |
|               | 1968 | 1982 | 1990 | 2006 | 2013 | 2015 | 2017 | 2019 | 2020 | 2022 |